# Viaduc de Lestang
Le Viaduc de Lestang se trouve sur la ligne de Saint-Germain-du-Puy à Cosne-Cours-sur-Loire. Sur les communes de Ménétréol-sous-Sancerre et Sancerre, dans le département français du Cher, il constitue désormais un objectif de randonnée à proximité du sentier de grande randonnée 31.

## Situation ferroviaire
Établi à 183 mètres d'altitude, le viaduc de Lestang est principalement en limite nord de la commune de Ménétréol-sous-Sancerre, initialement au point kilométrique (PK) 286,20 de la ligne de Saint-Germain-du-Puy à Cosne-Cours-sur-Loire, entre la gare fermée de Thauvenay et la gare fermée de Sancerre.

## Histoire
La ligne a été fermée au service des voyageurs en juin 1966 et la section déclassée le 26 juillet 1973.

## Caractéristiques
C'est un viaduc droit conçu pour recevoir une double voie, il enjambe la RD 920, un ruisseau et une voie communale de Sancerre.
- Longueur : 232 m.
- Hauteur : 30 m.
- 5 travées métalliques sur 4 piles en maçonnerie[4].

La ligne, qui faisait partie de la liaison stratégique de Bourges à Toul, a été décrétée d’utilité publique le 31 juillet 1888. Pour ce motif, l’infrastructure du viaduc a été complètement aux frais de l'État. Seuls le ballastage et la pose de voie ont été assurés par la Compagnie du chemin de fer de Paris à Orléans (P.O.).

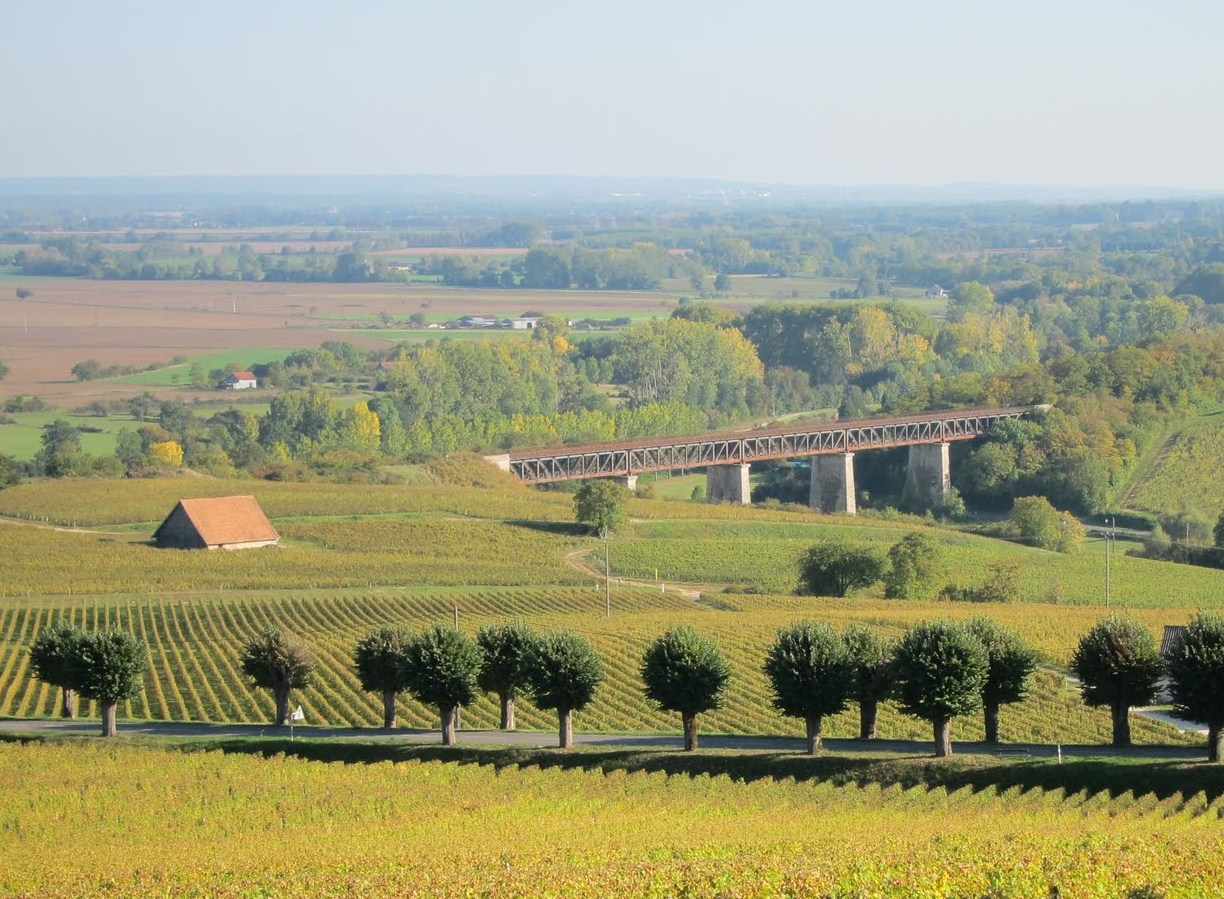
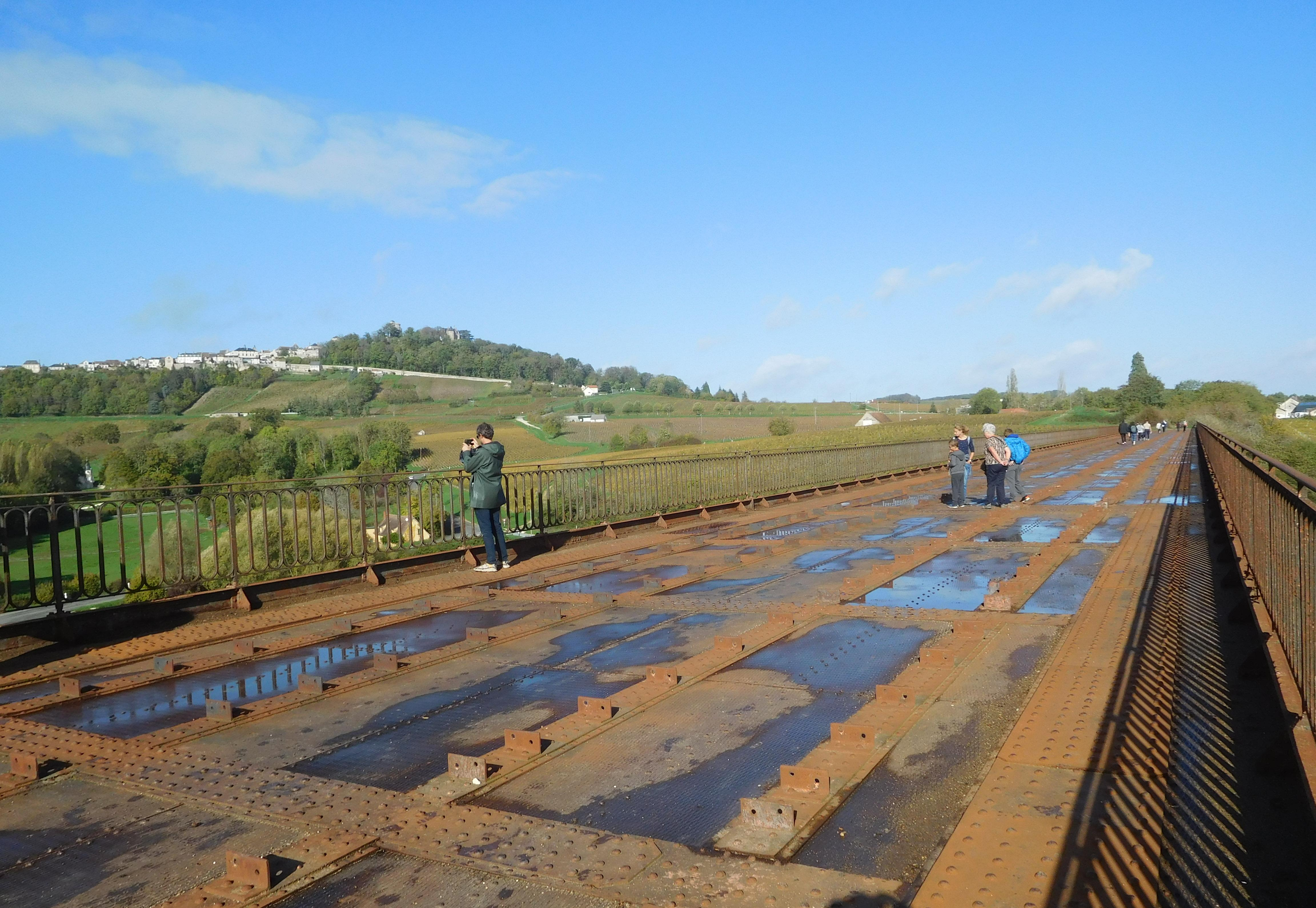
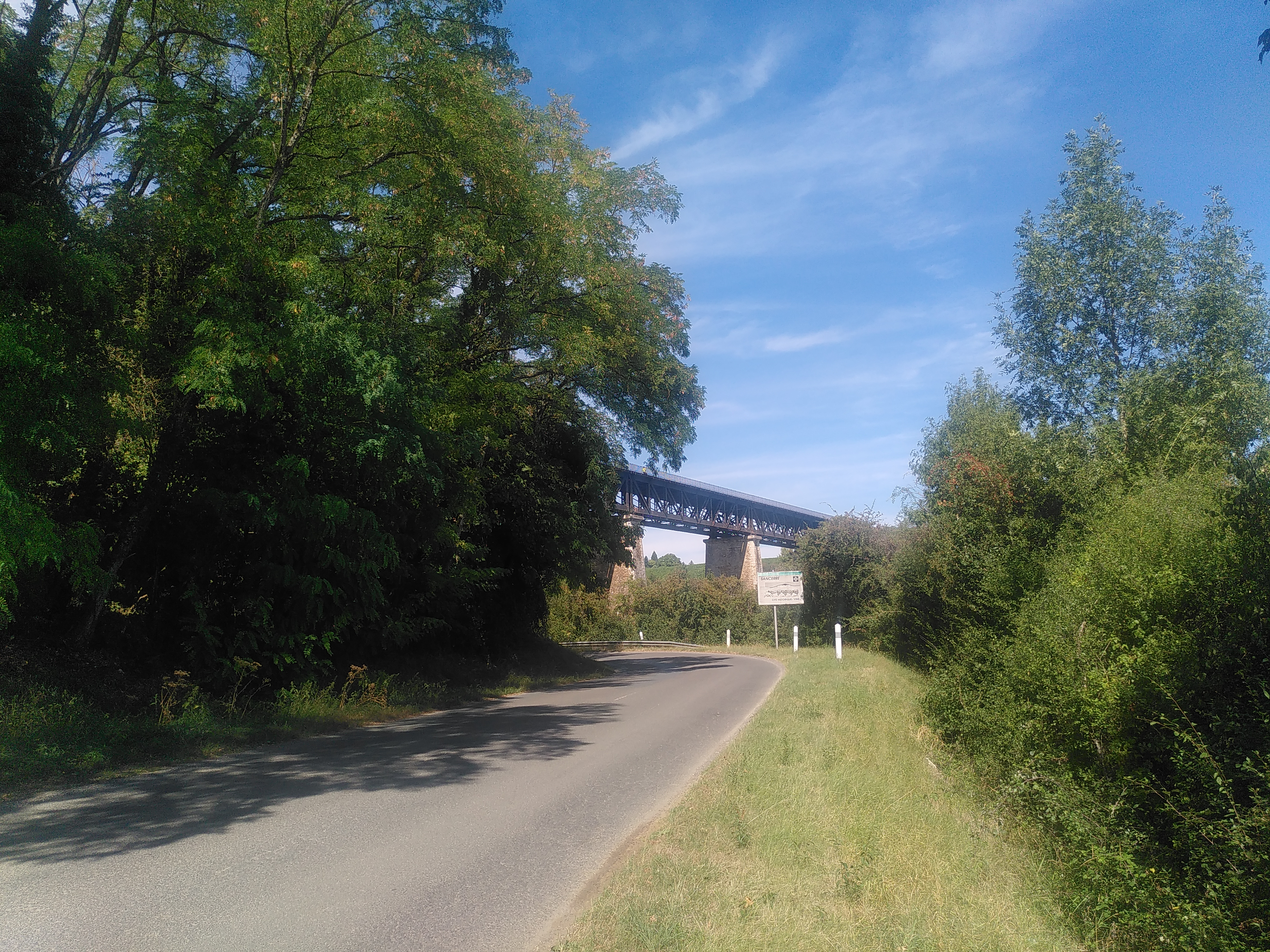
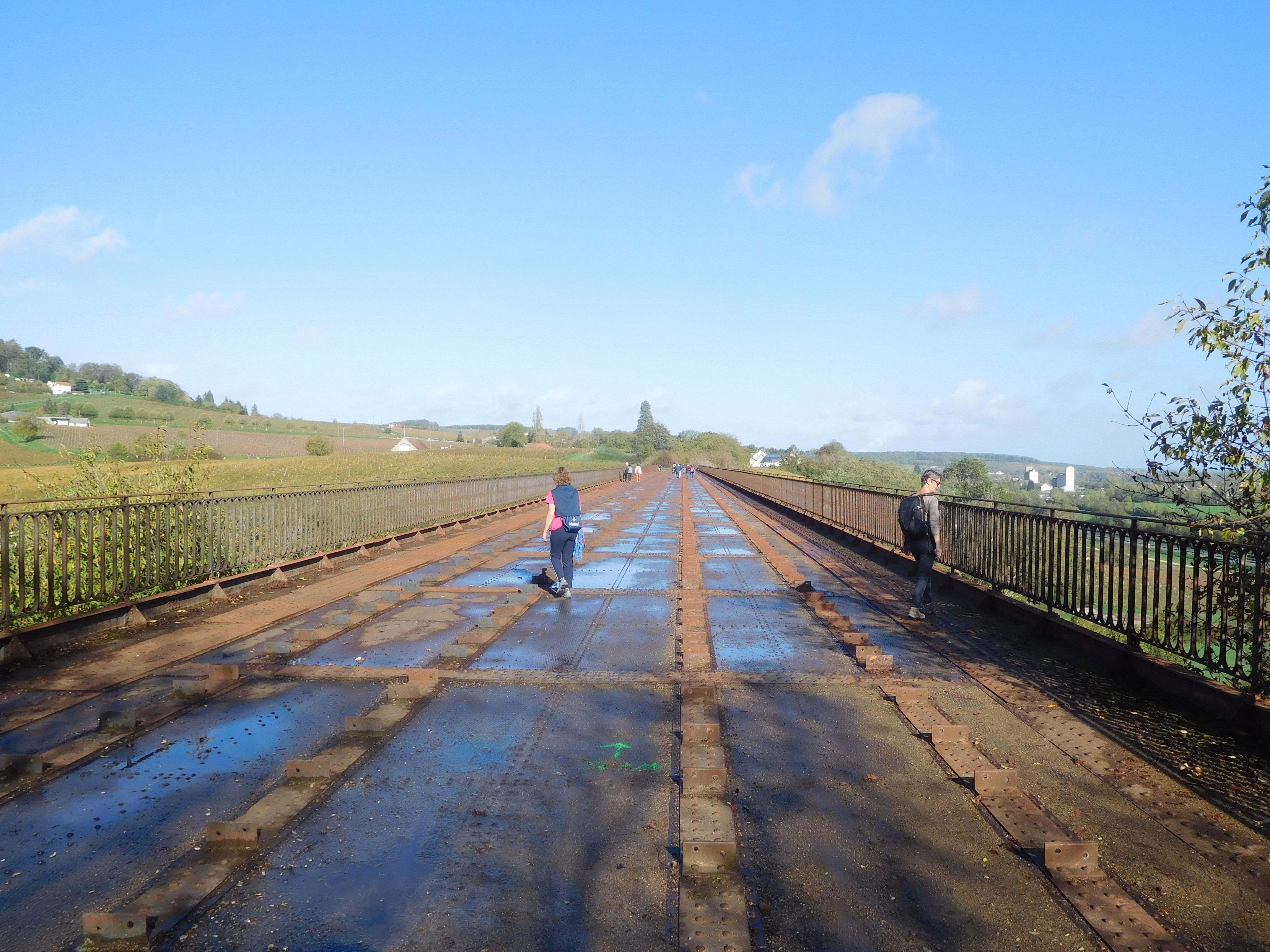